# Gates of the Arctic National Park
Gates of the Arctic National Park er en amerikansk nationalpark, som ligger i Alaska og blev oprettet 2. december 1980. Det er den nordligste nationalpark i USA, og hele parken ligger nord for polarcirklen og omfatter dele af bjergkæden Brooks Range. Den har et areal på  34.287 km² og er fredet som et National Monument. En stor del af parken er bevaret som et beskyttet område og har status som vildmark.
Nationalparken blev etableret i 1980 som et af i alt femten beskyttede områder, som blev oprettet samtidig via Alaska National Interest Lands Conservation Act. 
Det, som er usædvanligt for en amerikansk nationalpark, er, at i denne park er der bosat omkring 1.500 mennesker, som bor i 10 småsamfund rundt om i parken, hvor de er helt afhængige af parkens resurser for at kunne overleve. 
Det er ingen etablerede veje, stier, besøgsanlæg eller campingpladser i parken. Parkens fauna omfatter blandt andet elsdyr, amerikansk sortbjørn,  ulv og rensdyr. Der var 10.924 besøgende i parken i 2007.